# 洗礼者ヨハネ
洗礼者ヨハネ（せんれいしゃヨハネ、ヘブライ語: יוֹחָנָן הַמַּטְבִּיל, Yōḥānān ha-Maṭbīl, 希: Ἰωάννης ὁ βαπτιστής, 羅: Ioannes Baptista, 伊: Giovanni Battista, 英: John the Baptist, 独: Johannes der Täufer, 仏: Jean le Baptiste, 西: Juan el Bautista, 蘭: Johannes de Doper、紀元前6年から前2年頃 - 36年頃）は、『新約聖書』に登場する古代ユダヤの宗教家・預言者。個人の回心を訴え、ヨルダン川でイエスらに洗礼（バプテスマ）を授けた。

## 概説
『新約聖書』の「ルカによる福音書」によれば、父は祭司ザカリア、母はエリサベト。バプテスマのヨハネ、洗者ヨハネとも表記・呼称される。ヨハネは「יהוה（ヤハウェ）が深く恵む」という意味の名。正教会ではキリストの道を備えるものという意味の前駆（Forerunner）の称をもってしばしば呼び、日本ハリストス正教会での呼称は前駆授洗イオアン（ぜんくじゅせんイオアン）。
イエスの弟子である使徒ヨハネとは同名の別人である。

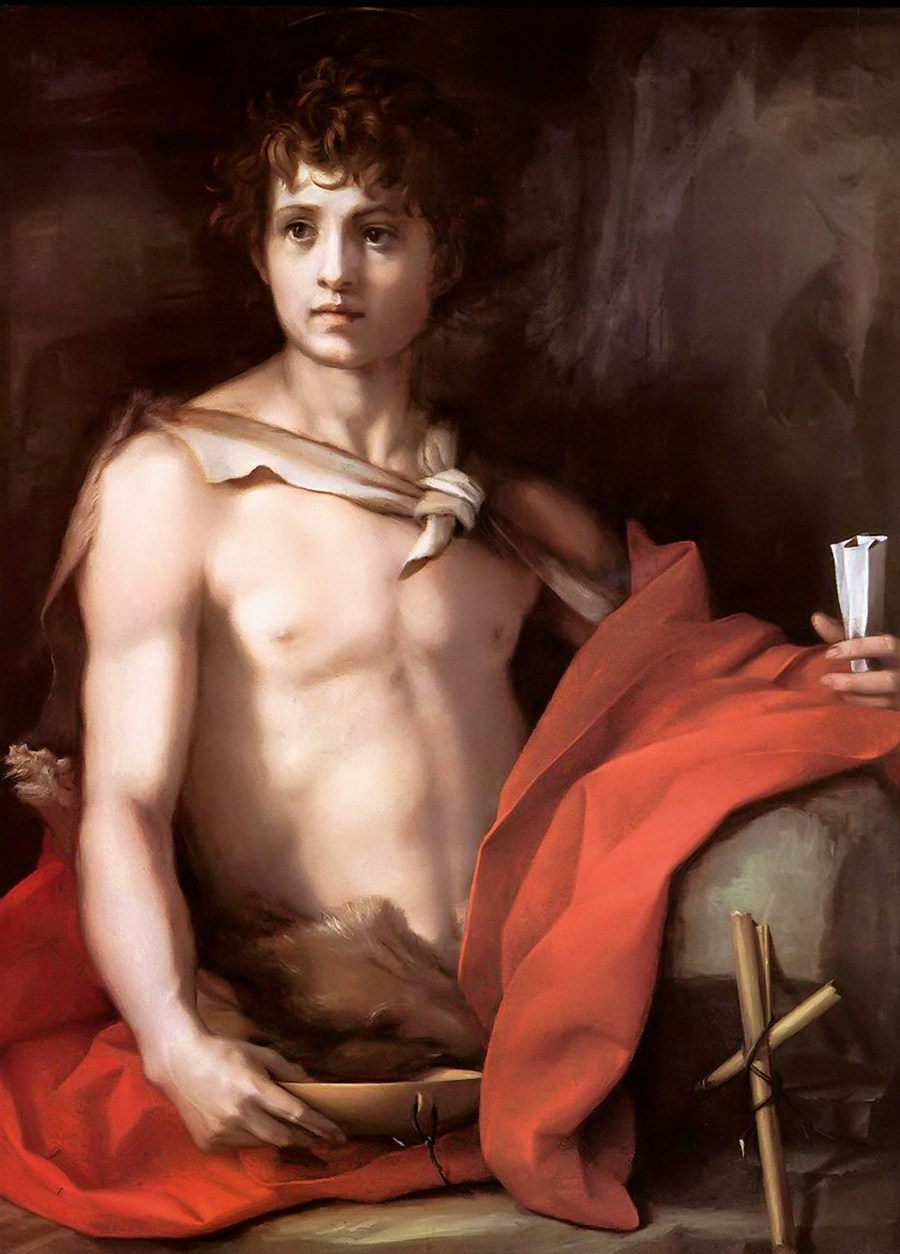
『少年としての洗礼者聖ヨハネ』（アンドレア・デル・サルト画）、パラティーナ美術館、(フィレンツェ)

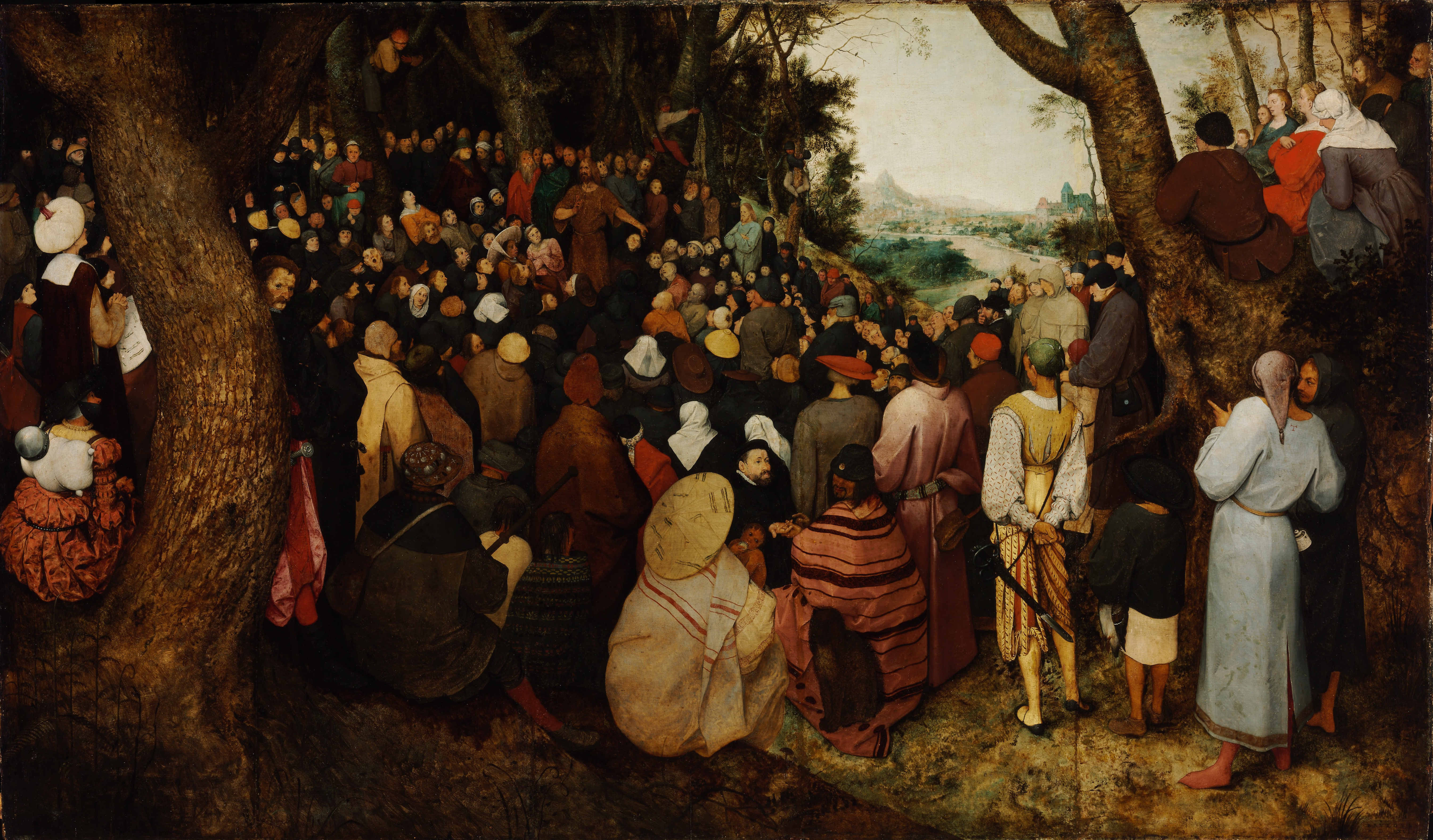
『洗礼者聖ヨハネの説教』（ピーテル・ブリューゲル画）、ブダペスト美術館

## 生涯

### 出生と洗礼活動
『ルカによる福音書』1章36節では、ヨハネの母エリサベトとイエスの母マリアは親戚だったという。同福音書においては、天使ガブリエルによってその誕生を予言されている。
『マタイによる福音書』3章によれば、ヨハネは「らくだの皮衣を着、腰に革の帯をしめ、いなごと野蜜を食べ物とする人物」と記述されている。ヨルダン川河畔の荒野で、神の国が近づいたことを人びとに伝え、悔い改めるよう迫り、罪のゆるしに至る洗礼を授けていた。
洗礼は当時すでに、改宗者をイスラエルの一員として受け入れる儀式の一部として行われ、異邦人の汚れからの清めを象徴するものとされていた。しかし、ヨハネは洗礼に新たな意味と緊急性を付与した。ヨハネは、ユダヤ人でさえも罪の汚れによって神の民と呼ばれる権利を失ってしまっていると考え、洗礼は悔い改めた者に対する神の赦しの確証と、新しいイスラエルの一員として受け入れられた確証とを意味する預言的しるしとしたのである。
西暦28年ころ、ナザレのイエスも彼の洗礼を受けた。彼はこの後、ヨハネによって創始された荒野での洗礼活動（荒野の誘惑）に入っている。なお、ヨハネが求めた「悔い改め」とは道徳的な改心ではなく、むしろ従来の当時のユダヤにおける人間の生活上の価値基準を180度転換すること、すなわち文字通りの「回心」であった。ヨハネは、ファリサイ派など当時のユダヤ教の主流派が、過去において律法を守って倫理的な生活を送ってきたことを誇り、それを基準として律法を守らない人びと、あるいは貧困などによって守りたくても守ることのできない人びとを、穢らわしいものとして差別し、蔑む心のありようを罪と考えた。
『ルカによる福音書』3章5〜6節では、ヨハネの登場にあたり、イザヤ書40章4〜5節が引用され「谷はすべて埋められ、山と丘はみな低くなる。曲がった道はまっすぐに、でこぼの道は平らになり」と二重の並行句によって、イエスの先駆者としてその道を整えるヨハネの使命が示され、社会的不均衡の是正が示唆されている。これに続く「人は皆、神の救いを仰ぎ見る」という引用句は、ルカの普遍的救済思想を示している。
なお、『ヨハネによる福音書』1章35節では、他の福音書でもイエスの最初の弟子としているシモン・ペトロとアンデレは、元は洗礼者ヨハネの弟子であったとしている。

### 死

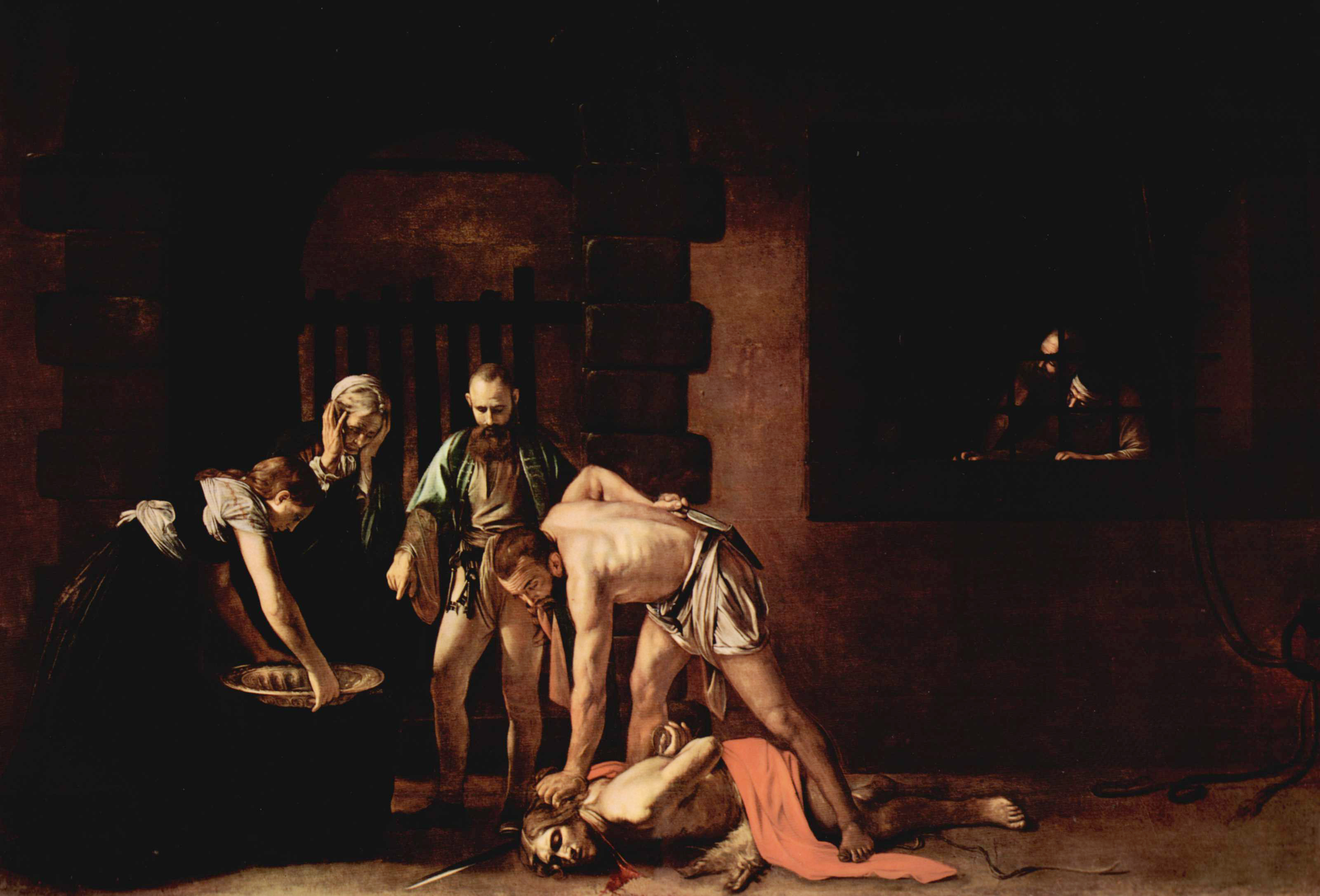
『洗礼者聖ヨハネの斬首』（カラヴァッジオ画）

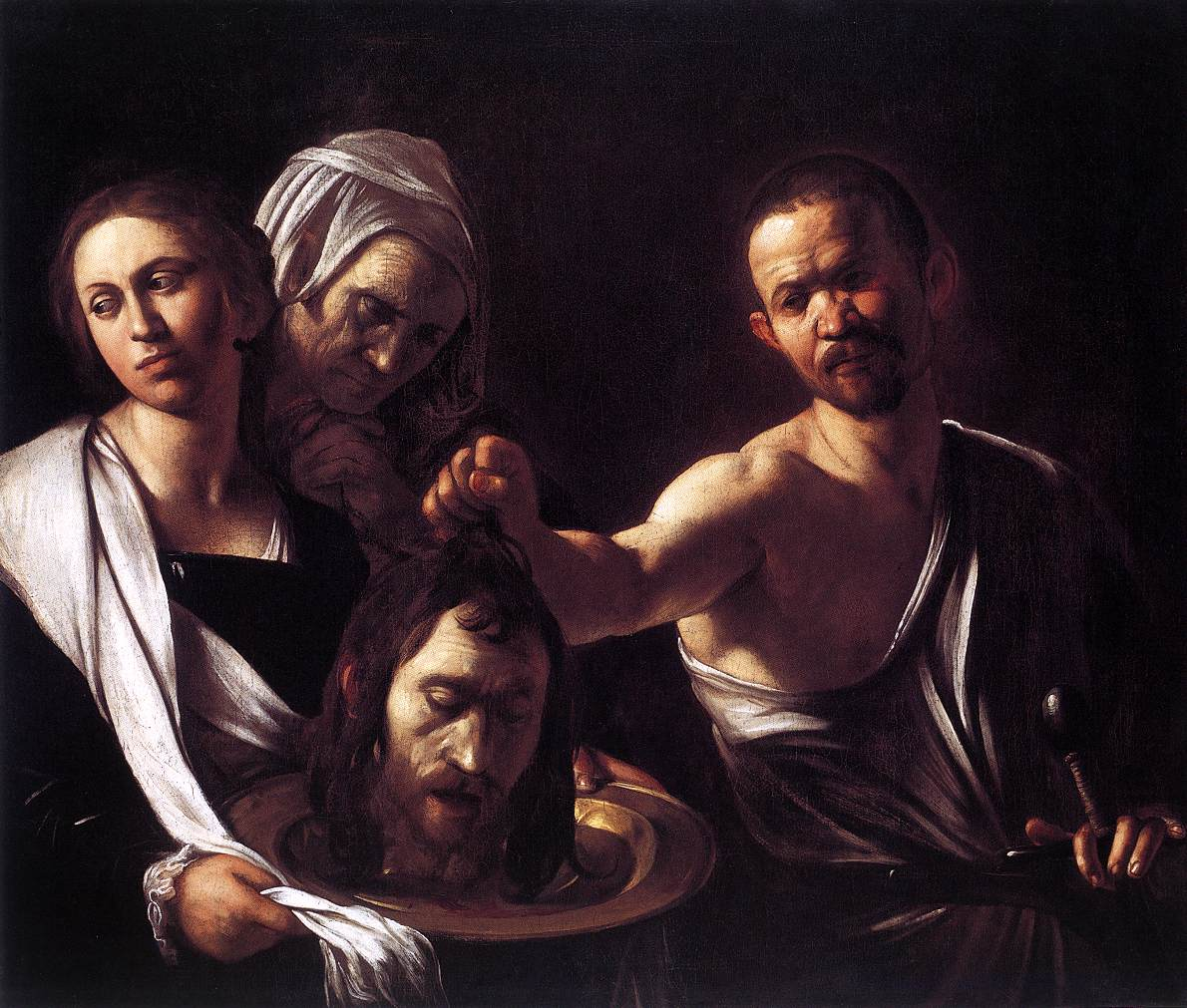
『洗礼者ヨハネの首を受け取るサロメ』（カラヴァッジオ画）

ヨハネは当時の領主ヘロデ・アンティパスの結婚を非難したため捕らえられた。そして、ある少女が、祝宴での舞踏の褒美として彼の首を求めたため、処刑されたとする記述が各福音書に見られる。
ヨハネの弟子たちは、その後も地中海世界において集団で宣教活動をおこなっていたことが『使徒行伝』19章1-5節から伺われる。

## キリスト教における位置づけ
キリスト教において、伝統的にヨハネはイエスの先駆者として位置づけられている。このため正教会では前駆授洗者（ぜんくじゅせんしゃ、Forerunner）の称号をもって呼ぶ。キリストの先駆者として特別の尊崇を受け、カトリック・正教会・聖公会などで聖人とされている。伝統的に、誕生・斬首・首の発見、のそれぞれが祭日とされる。洗礼名としても好まれ、他のヨハネと区別するため、ジャン＝バティスト（フランス語）ととくに呼ぶこともある。また「洗礼者」のみを名前として用いることもある（イタリア語、バッティスタなど）。

## キリスト教における崇敬

### キリスト教内のヨハネ理解

ヨハネの旗

福音書筆者はイエスの言葉として、洗礼者ヨハネは預言者のうち最大のものであるが、天国の最も小さいものでも彼よりは大きいとしている。キリスト教におけるヨハネの位置は、旧約時代の最大の預言者であり、イエスの到来を告げる役割をもっていたとする。そのような解釈の根拠となったのはイザヤ書やマラキ書にある「主の道を備える者」についての預言である（イザ40:3、マラ3:1）。この理解は比較的早くキリスト教内に成立したとみられ、共観福音書すべてが旧約のこの箇所に言及している。またマラキ書には、この預言者をエリヤと呼んでおり（マラ3:23）、福音書ではヨハネをエリヤの再来と捉える見方が提出されている。エリヤはユダヤ教において、律法をもたらしたモーゼに匹敵する預言者とみなされており、またその不死が信仰されていたのである。また、キリストの洗礼をもって三位一体の顕現とみなす立場からも、ヨハネはキリストの本性を示す役割を担ったとされた。
このような「イエスに導くもの」としての理解から、後に、ディーシスにおいて、「執り成す者」洗礼者ヨハネと神の母マリアとを全能者キリストの両側に並置して描く図像表現が生まれている。また時代が下ってのちは、新約外典のルカ福音書外典等に、荒野の幼子洗礼者ヨハネがエジプト逃避行途上の聖家族と出会ったとする伝承も生まれた。これはルネサンス以降特に西方で好んで描かれる題材となった。
“イエスが誕生する以前、ユダヤの地に一人の「預言者」が出現した。それが浸礼者ヨハネである。ヨハネは、ローマ皇帝ティベリウスの在位十五年に、ヨルダン川流域で活動を開始した。彼はラクダの毛衣を身に着け、腰には革の帯を締め、イナゴと野蜜を食べていた。その姿は、かつてイスラエルに現れた大いなる預言者エリヤの姿を彷彿とさせるものであった。『旧約聖書』には、次のような予言がある。「見よ、私はあなたより先に使者を遣わし、あなたの道を準備させよう。荒野で叫ぶ者の声がする。『主の道を整え、その道筋をまっすぐにせよ』」この使者こそ、洗礼者ヨハネであった。彼の活動の中心は「洗礼」であった。彼は終末の接近を説き、神に心を向ける（回心する）よう人々に求め、その回心を認証するものとして洗礼を施していた。こうして洗礼を受けることが、最後の審判の際に救われる唯一の手段だというのである。この活動は「罪の許しに至る回心の洗礼」と称され、民衆の絶大の人気を得た。その活動を聞き及んだナザレのイエスも、ヨハネのもとに赴いて彼から洗礼を受けた。”

### 美術作品

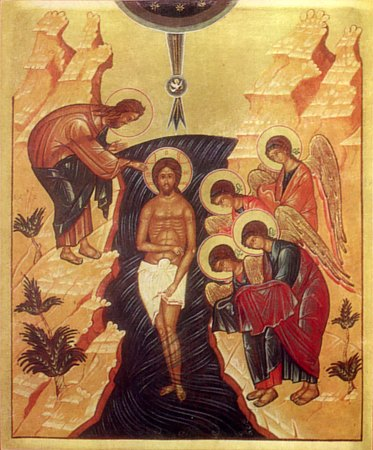
正教会における主の洗礼祭のイコン。キリストに洗礼を施す洗礼者ヨハネ（左）が描かれている。

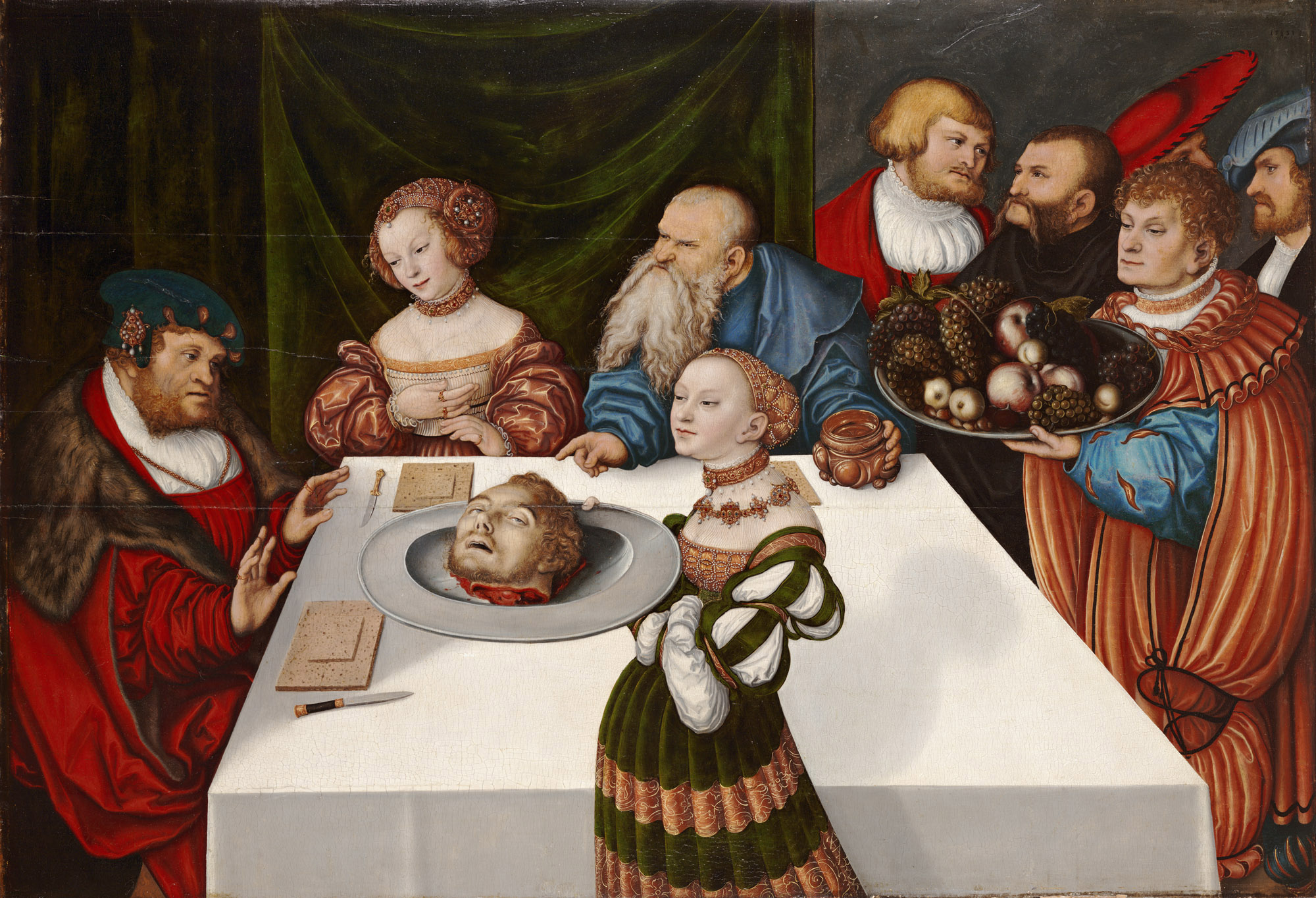
ヨハネの首（ルーカス・クラナッハ画）

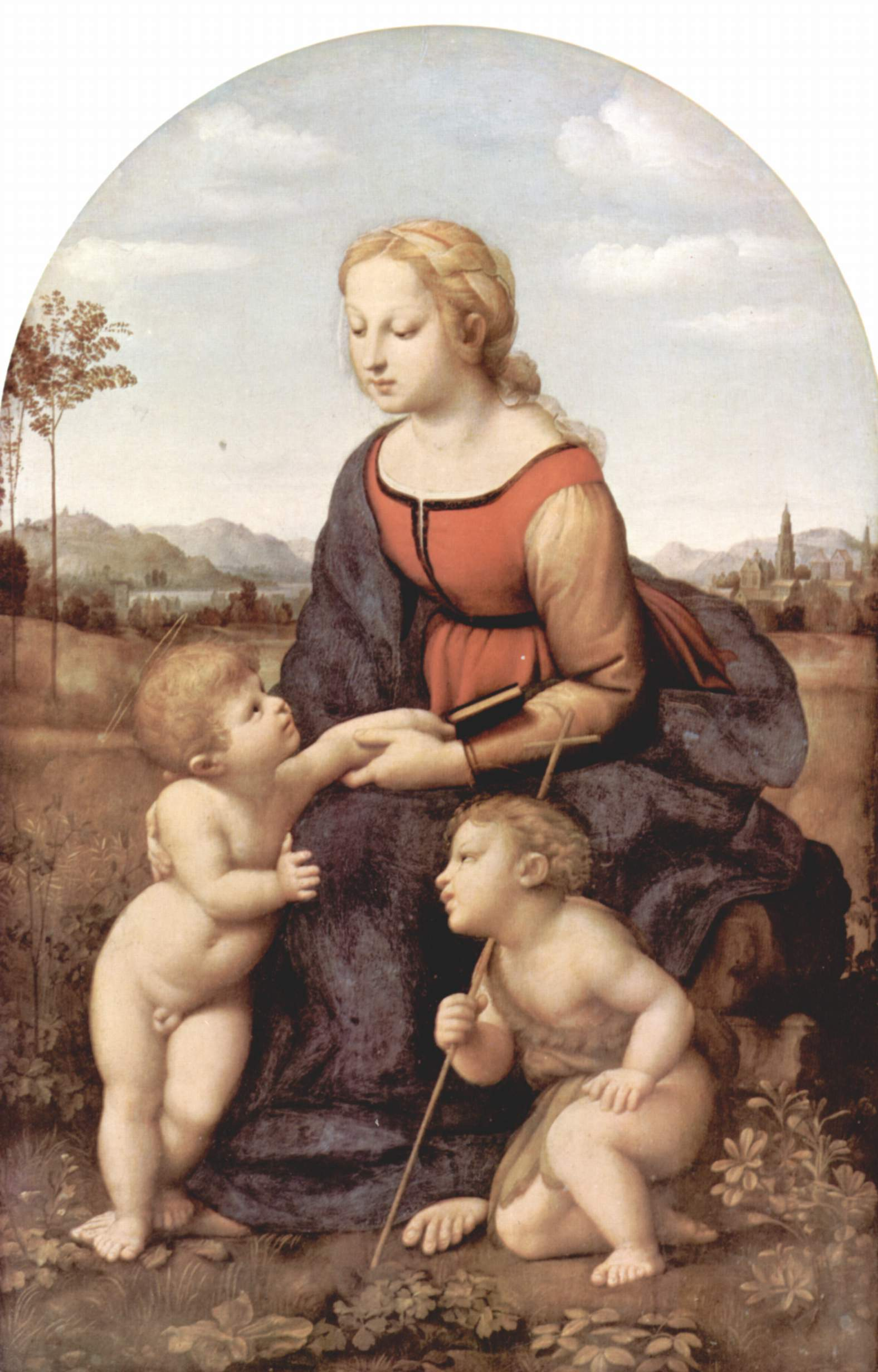
「美しき女庭師」（ラファエロ画）

キリスト教美術において、ヨハネは好んで題材となる聖人のひとりである。ヨハネの描き方には、いくつかの伝統的な主題がある。
キリストの洗礼
ヨルダン川でイエスに洗礼を施すヨハネを描く。これは浸礼であったと推測されるが、滴礼が主流となった西方教会では、しばしば川に立つイエスにヨハネが滴礼を施す場面が描かれる。
荒野のヨハネ
成人したヨハネは荒野で生活し、悔い改めを呼びかけた。これは荒野での修道生活の模範のひとつとされたため、好んで描かれる。切り落とされた首を添えて描かれることもある。
ディーシス（執り成す者がキリストと共に描かれる）
尊厳ある全能者キリストが中央に描かれ、その両側に洗礼者ヨハネと神の母マリアとが配される構図が定番である。古いモティーフであり、東西教会の両方に見られたが、末長く生き残ったのは東方教会で、特にイコノスタシスには今日でもしばしば配置されている。
神の子羊（アニュス・デイ）
キリストを指し示すヨハネ。ヨハネ福音書1章の記事に基づく。「見よ、神の子羊」と書いた文字が添えられることが多い。西方教会に多い作例である。
処刑されたヨハネ
処刑されたヨハネの首が皿に載せられている図。東西両方にみられるが、この場面のみを単独で描くのは、西方教会に多い作例である。
聖母子と少年ヨハネ
ルネサンス以降、西方教会で描かれるようになった主題。「神の子羊」と組み合わされることも多い。
ヨハネとともに描かれることの多い象徴（アトリビュート）には以下のものがある。
- 「らくだの毛の皮衣」（ヨハネの衣装として）
- 「悔い改め」を象徴する「斧を添えた切り株」
- 「見よ、神の子羊」（Ecce, Agnus Dei)の文字、多く十字架に結んだリボンの上に描かれる
- 「杖状の細長い十字架」（しばしば葦）

### 祭日
洗礼者ヨハネに関しては以下のような祭日が伝統的に設定されている。ただし今日では聖人崇敬を行う教会においても、必ずしもすべてが祝われているわけではない。
- 懐胎（グレゴリオ暦・修正ユリウス暦使用教会で9月23日）（ユリウス暦使用教会で10月6日）
- 誕生（グレゴリオ暦・修正ユリウス暦使用教会で6月24日）（ユリウス暦使用教会で7月7日）
- 斬首（グレゴリオ暦・修正ユリウス暦使用教会で8月29日）（ユリウス暦使用教会で9月11日）
- 聖首の発見
  - 第1回と第2回（グレゴリオ暦・修正ユリウス暦使用教会で2月24日）（ユリウス暦使用教会で3月9日）
  - 第3回（グレゴリオ暦・修正ユリウス暦使用教会で5月29日）（ユリウス暦使用教会で6月7日）

またこれに加え、正教会では神現祭の翌日＝修正ユリウス暦使用教会で1月7日（ユリウス暦使用教会で1月20日）をヨハネのシュナクシス（前駆授洗イオアン会衆祭）としている（冬の前駆受洗イオアン祭とも）。
なお6月24日はカトリックなどにおける彼の聖名祝日となっている。

## キリスト教以外でのヨハネ観
フラウィウス・ヨセフスの『ユダヤ古代誌』には洗礼者ヨハネへの言及がある。
イスラム教はヨハネをイエス同様、預言者として認めている。イスラム教における名はヤフヤー。イエスとモーセを預言者として認めないマンダ教においては、ヨハネは最後のもっとも偉大な預言者とされる。